# Талпакоті рудий
Талпако́ті рудий (Columbina cyanopis) — вид голубоподібних птахів родини голубових (Columbidae). Ендемік Бразилії.

## Опис

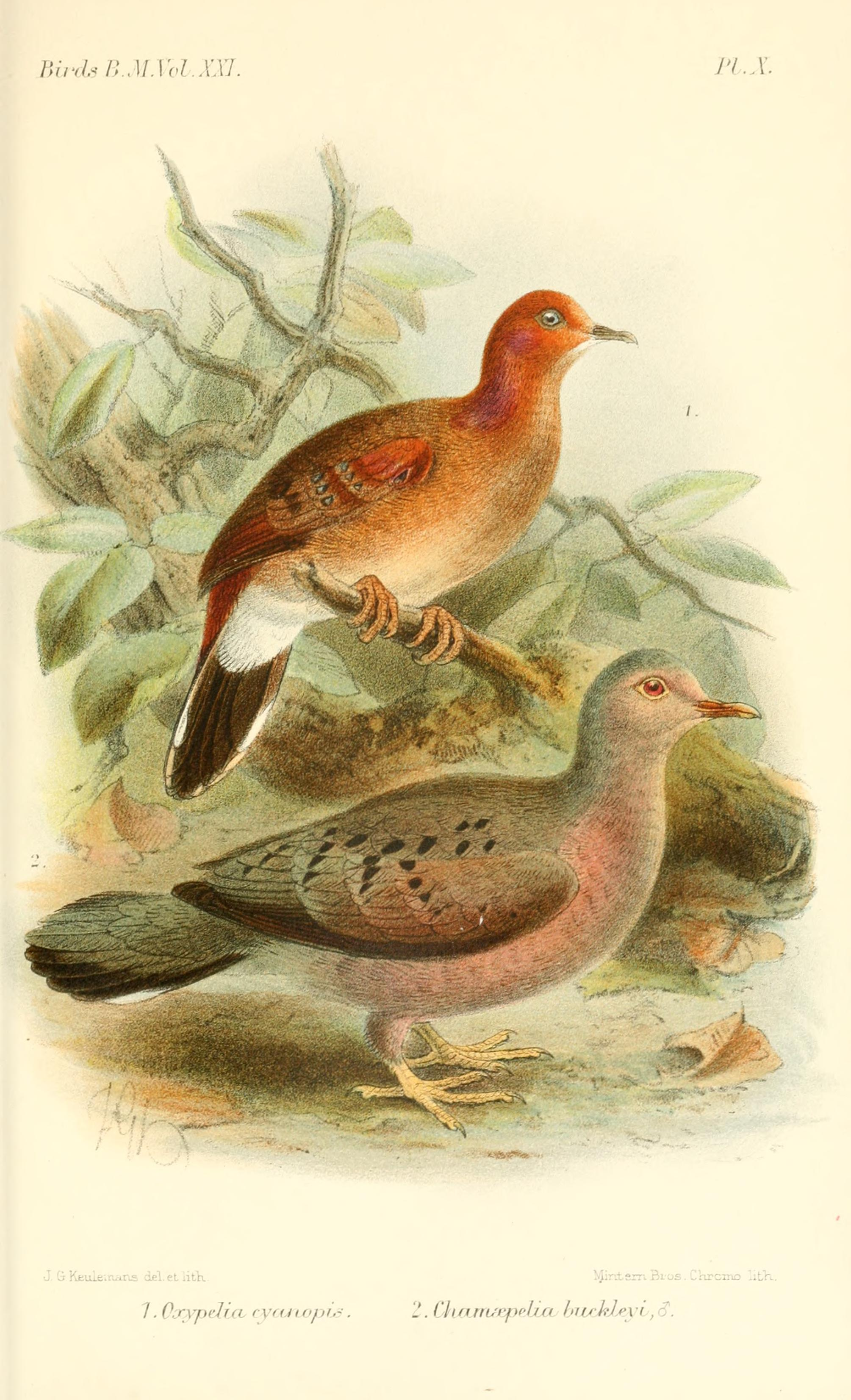
Рудий талпакоті (зверху) і еквадорський талпакоті (знизу)

Довжина птаха становить 15.5 см. У самців голова, шия, покривні пера крил. надхвістя і груди пурпурово-руді. Нижня частина грудей, живіт, боки, плечі і спина більш коричневі. Горло і гузка білуваті. Крила темно-коричневі або каштанові, на них є темно-сині плями. Центральні стернові пера руді, решта чорнуваті. Нижні покривні пера крил темно-бордові. Райдужки блакитні, навколо очей кільця голої сірої шкіри. Дзьоб чорний, біля снови сірий, лапи рожеві. Самиці мають дещо блідіше забарвлення, особливо на нижній частині тіла. У молодих птахів пера на тілі мають руді краї, а плями на крилах менш чіткі.

## Поширення і екологія
Руді талпакоті відомі за низкою спостережень, здійснених у внутрішніх районах Бразилії. Вони були зафіксовані на території екологічної станції Серра-дас-Арарас в штаті Мату-Гросу у 1986 і 2007 роках, однак пошуки цього виду у 2007 і 2010 роках там завершилися безуспішно. У 2015 році цей вид був зареєстрований в штаті Мінас-Жерайс, а подальша експедиція у 2016 році зафіксувала до 12 рудих талпакоті, сфотографувала їх і зробила записи голосу. У 2019 році нова популяція була знайдена в заповіднику в Ботуміріні в штаті Мінас-Жерайс. Інші нещодавні спостереження були здійснені поблизу Куяби в штаті Мату-Гросу у 1980-х роках і в Кампу-Гранді в штаті Мату-Гросу-ду-Сул у 1992 році, коли був помічений поодинокий птах. Історичні записи про спостереження рудих талпакоті також нечисленні: п'ять типових зразків були зібрані в Мату-Гросу німецким орнітологом Йозеф Наттерером з 1823 по 1825 рік, два зразки були зібрані в Гоясі у 1940-1941 роках і один в Сан-Паулу у 1904 році.
Руді талпакоті живуть в саванах і на луках кампо-серрадо, спостерігалися також на полях, на висоті до 800 м над рівнем моря. Ведуть наземний спосіб життя, зустрічаються зграйками. Ймовірно, живляться насінням, як і інші талпакоті.

## Збереження
МСОП класифікує цей вид як такий, що перебуває на межі зникнення. За оцінками дослідників, популяція рудих талпакоті становить від 50 до 250 дорослих птахів. Їм загрожує знищення природного середовища.